# Procecidochares
Procecidochares is een geslacht van insecten uit de familie van de Boorvliegen (Tephritidae), die tot de orde tweevleugeligen (Diptera) behoort.

## Soorten
- P. anthracina (Doane, 1899)
- P. atra (Loew, 1862)
- P. australis Aldrich, 1929
- P. blantoni Hering, 1940
- P. flavipes Aldrich, 1929
- P. grindeliae Aldrich, 1929
- P. minuta (Snow, 1894)
- P. montana (Snow, 1894)
- P. pleuralis Aldrich, 1929
- P. polita (Loew, 1862)
- P. stonei Blanc and Foote, 1961
- P. utilis Stone, 1947